# Kyrkogårdstjärnen
Kyrkogårdstjärnen är en sjö i Ljusdals kommun i Hälsingland och ingår i Ljusnans huvudavrinningsområde.